# Eucalyptus robertsonii
Eucalyptus robertsonii är en myrtenväxtart som beskrevs av William Faris Blakely. Eucalyptus robertsonii ingår i släktet Eucalyptus och familjen myrtenväxter. Inga underarter finns listade i Catalogue of Life.